# 1886
1886 (MDCCCLXXXVI) byl rok, který dle gregoriánského kalendáře započal pátkem.

## Události

### Česko
- únor – začal spor o Rukopisy: Jan Gebauer, podpořený T. G. Masarykem, zpochybnil v časopise Athenaeum středověký původ Rukopisu královédvorského a zelenohorského a vyzval k jejich důkladnému prozkoumání. Na podporu Rukopisů naopak vystoupili Josef Kalousek a František Zákrejs v časopise Osvěta.
- Založeno Muzeum Českého ráje

### Svět
- 3. března – V Bukurešti byla podepsána mírová smlouva, která ukončila Srbsko-bulharskou válku.
- 4. května – Haymarketský masakr v Chicagu.
- 8. května – V Atlantě lékárník John Stith Pemberton začal prodávat „šumivý lék“ Coca-Cola.
- 13. května – byla Rotuma oficiálně postoupena Spojenému království, sedm let po tom, co se Fidži stalo kolonií.
- 9. září – Bernská úmluva o ochraně literárních a uměleckých děl.
- 28. října – V New Yorku byla veřejnosti zpřístupněna Socha Svobody.

### Probíhající události
- 1881–1899 – Mahdího povstání

## Vědy a umění
- 10. dubna – V Bruselu proběhla světová premiéra opery Gwendoline.
- 30. listopadu – Pařížský kabaret Folies Bergère opustil formát operet a vaudeville a představil nový formát výpravné revue s tanečnicemi v dráždivých kostýmech
- Objev prvku fluoru – Henri Moissan
- Byly objeveny chemické prvky germanium a dysprosium.
- První vydání spisu Psychopathia Sexualis, vídeňský psychiatr Richard von Krafft-Ebing. Např. poprvé zaveden pojem pedofilie.
- H. Hertz uskutečnil první pokusy s elektromagnetickými vlnami. Poprvé demonstroval existenci elektromagnetických vln a jejich působení na dálku.

## Knihy
- Edmondo De Amicis – Srdce
- Jakub Arbes – Lotr Gólo
- Henryk Sienkiewicz – Potopa
- Robert Louis Stevenson – Podivný případ Dr. Jekylla a pana Hyda
- Josef Svátek – Paměti katovské rodiny Mydlářů v Praze
- Lev Nikolajevič Tolstoj – Vláda tmy
- Jules Verne – Los číslo 9672
- Jules Verne – Robur Dobyvatel

## Narození
Automatický abecedně řazený seznam viz Kategorie:Narození v roce 1886

### Česko

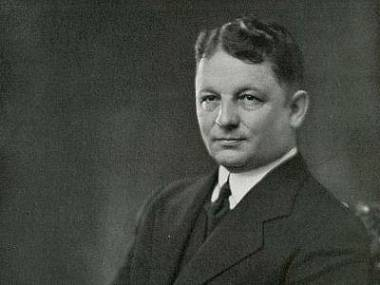
František Machník (* 30. dubna)

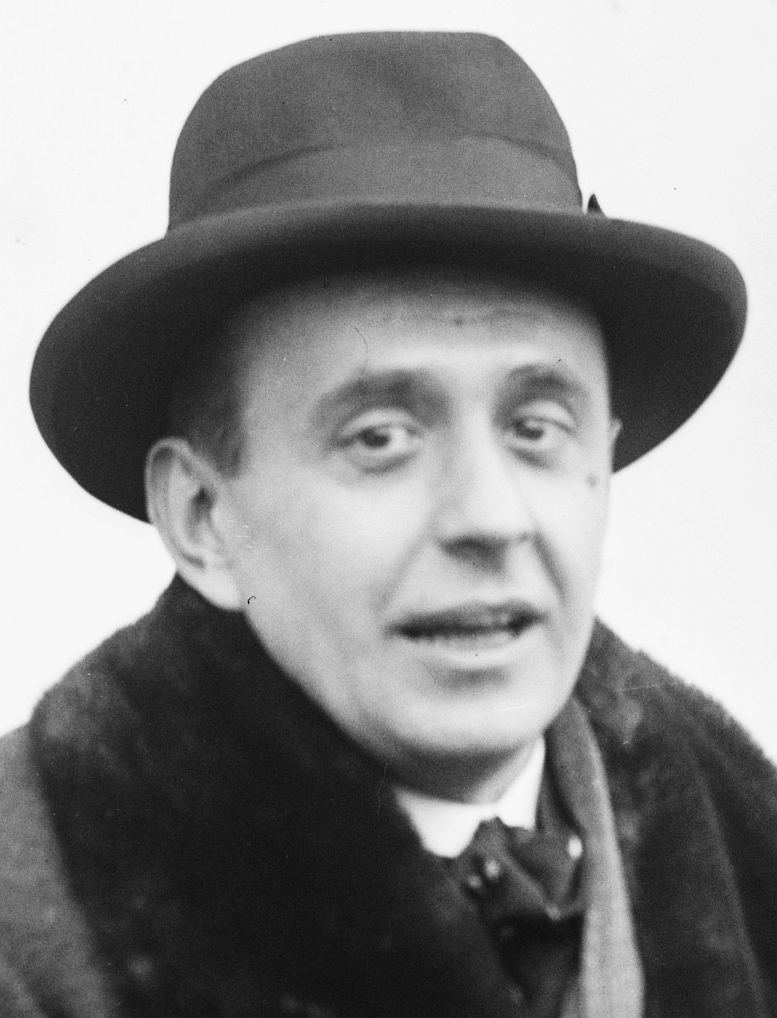
Jan Masaryk (* 14. září)

- 13. ledna – August Žáček, fyzik († 28. října 1961)
- 28. ledna – Helena Čapková, spisovatelka († 27. listopadu 1961)
- 04. února – Roman Cikhart, pedagog, spisovatel a regionální historik († 10. září 1957)
- 06. února – Jaroslav Řezáč, hokejista a sportovní funkcionář († 29. května 1974)
- 07. února – J. R. Hradecký, spisovatel, dramatik a žurnalista († 5. července 1947)
- 16. února – Jan Bor, divadelní režisér († 25. března 1943)
- 26. února
  - František Bláha, generál († 21. května 1945)
  - Karel V. Schwarzenberg, kníže orlické větve rodu Schwarzenbergů († 6. září 1914)
- 03. března – Emil Hájek, klavírista a hudební pedagog († 17. března 1974)
- 13. března – Růžena Pelantová, sociální a politická pracovnice († 1959)
- 16. března – Vojta Novák, divadelní a filmový herec a režisér († 18. března 1966)
- 28. března – Jaroslav Novotný, hudební skladatel († 1. června 1918)
- 29. března – Emil Hanzelka, zakladatel Lašského muzea v Kopřivnici a řady dalších spolků († 1973)
- 31. března – Vlastimil Lada-Sázavský, šermíř, bronzová medaile v šermu šavlí na OH 1908 († 22. dubna 1956)
- 01. dubna – František Rambousek, entomolog a politik († 14. září 1931)
- 03. dubna – Anna Hanušová, průkopnice lyžování († 6. června 1975)
- 11. dubna – Ľudovít Labaj, politik, ministr, poslanec a senátor († 12. dubna 1937)
- 13. dubna – Vojtěch Bořivoj Aim, hudební skladatel a dirigent († 10. září 1972)
- 16. dubna – Cyril Svozil, fašistický politik († 1935)
- 20. dubna – Jaroslav Josef Polívka, stavební inženýr († 9. února 1960)
- 22. dubna
  - Jaro Procházka, malíř († 30. září 1949)
  - Pavol Teplanský, československý a slovenský politik, ministr autonomních slovenských vlád († 16. května 1969)
- 25. dubna – Jindřich Hořejší, básník a překladatel († 30. května 1941)
- 26. dubna – František Nosek, právník, politik, meziválečný ministr a poslanec († 17. dubna 1935)
- 27. dubna – Josef Klement Zástěra, hudební skladatel a spisovatel († 19. ledna 1966)
- 29. dubna – Kamil Roškot, architekt († 12. července 1945)
- 30. dubna – František Machník, politik, ministr národní obrany († 21. listopadu 1967)
- 04. května – Jiří Diviš, chirurg († 2. července 1959)
- 21. května – František Rut Tichý, spisovatel († 4. dubna 1968)
- 22. května – Ludmila Zatloukalová-Coufalová, politička a aktivistka za ženská práva († ?)
- 26. května – Václav Jiřina, překladatel († 26. května 1946)
- 27. května – František Hák, fotograf († 1. března 1974)
- 28. května – Jan Rypka, orientalista († 29. prosince 1968)
- 04. června – Jaroslav Eminger, generál († 14. července 1964)
- 07. června – Augustin Handzel, sochař († 26. října 1956)
- 15. června – Jaroslav Horejc, sochař († 3. ledna 1983)
- 19. června – Rudolf Kremlička, malíř († 3. června 1932)
- 01. července
  - Josef Cibulka, historik umění a archeolog († 2. dubna 1968)
  - Theodor Kössl, právník a hudební skladatel († 18. září 1969)
- 04. července – Oldra Sedlmayerová, básnířka, blízká přítelkyně T. G. Masaryka († 6. června 1954)
- 06. července – Metoděj Dominik Trčka, katolický kněz, mučedník, oběť komunistického režimu († 23. března 1959)
- 31. července – Zdenka Gräfová, herečka († 22. srpna 1976)
- 27. srpna – Josef Páta, slavista, bulharista a sorabista († 24. června 1942)
- 30. srpna – František Fischer, lékárník a astronom († 10. listopadu 1966)
- 31. srpna – Jan Heřman, klavírista († 30. září 1946)
- 02. září – Otakar Quadrat, profesor a rektor Českého vysokého učení technického v Praze († 31. srpna 1963)
- 10. září – František Janda, architekt a urbanista († 2. března 1956)
- 12. září – Jan Volný, jazykovědec († 5. ledna 1955)
- 14. září – Jan Masaryk, diplomat, ministr zahraničí († 10. března 1948)
- 16. září – Jan Rejsa, básník, spisovatel a literární publicista († 9. prosince 1971)
- 19. září – Bohumil Chvojka, plzeňský architekt († 1962)
- 24. září – Václav Holek, zbrojní konstruktér († 13. prosince 1954)
- 29. září – Jindřich Prucha, malíř († 1. září 1914)
- 01. října – František Kovářík, herec († 1. října 1984)
- 02. října – František Slunečko, generál, legionář, vojenský velitel Čech při Pražském povstání († 10. prosince 1963)
- 03. října – Willi Nowak, malíř a grafik († 20. října 1977)
- 07. října – Josef Palivec, diplomat, básník, esejista a překladatel († 30. ledna 1975)
- 15. října – Vratislav Hugo Brunner, typograf, grafik, autor hraček, scénograf a malíř († 13. července 1928)
- 20. října – Jan Loevenstein, ekonom a pedagog († 1. května 1932)
- 08. listopadu
  - Matěj Němec, legionář, generál († 29. srpna 1975)
  - Karel Oliva, lingvista a spisovatel († 12. října 1960)
- 10. listopadu – Růžena Šlemrová, herečka († 24. srpna 1962)
- 13. listopadu – Stanislav Čeček, generál československých legií v Rusku († 29. května 1930)
- 19. listopadu – Bohumil Hanč, lyžař, tragicky zesnulý († 24. března 1913)
- 30. listopadu – František Hájek, soudní lékař († 15. března 1962)
- 02. prosince – Jaroslav Durych, vojenský lékař a spisovatel († 7. dubna 1962)
- 07. prosince – František Kleiner, čs. legionář, kladenský profesor a starosta sokola († 5. května 1942)
- 11. prosince – Božena Laglerová, první česká pilotka († 8. října 1941)
- 13. prosince
  - Milan Balcar, hudební skladatel a kritik († 16. dubna 1954)
  - Mikuláš Pružinský, československý politik, ministr slovenské vlády, válečný zločinec († 31. března 1953)
- 17. prosince – Miroslav Servít, pedagog a přírodovědec († 6. dubna 1959)
- 18. prosince – Jan Hromádka, geograf († 25. ledna 1968)
- 20. prosince – Karl Schinzel, chemik a vynálezce německé národnosti († 23. listopadu 1951)
- 26. prosince – Jan Šeba, politik a diplomat († 25. července 1953)
- 30. prosince – Karel Skoupý, 12. biskup brněnský († 22. února 1972)
- 31. prosince – Jaroslav Řehulka, právník, spisovatel a katolický politik († 20. ledna 1961)
- 0? – Josef Patera, regionální malíř a učitel († 1957)

### Svět

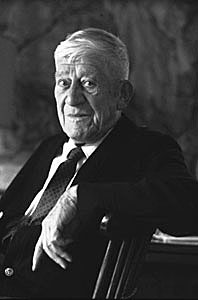
Oskar Kokoschka (* 1. března)

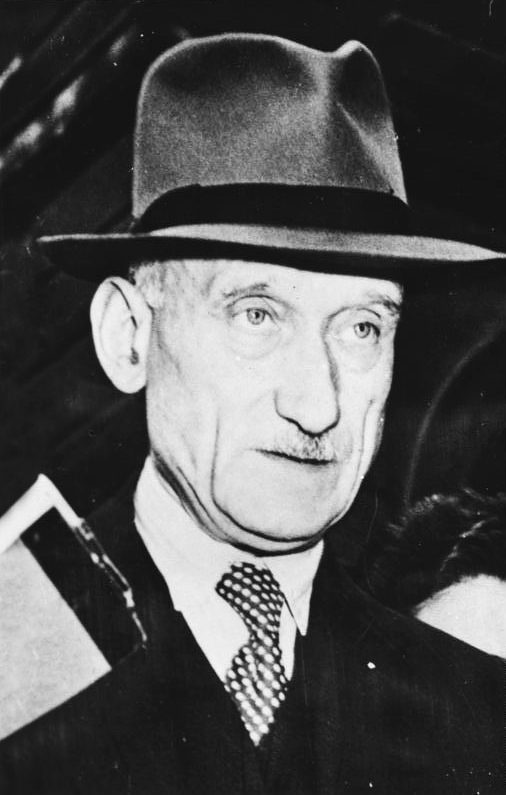
Robert Schuman (* 29. června)

- 01. ledna – Tajmúr bin Fajsal, sultán Maskatu a Ománu († 28. ledna 1965)
- 05. ledna – Markus Reiner, izraelský vědec, odborník v oblasti reologie († 25. dubna 1976)
- 14. ledna
  - Jozef Sivák, slovenský politik, ministr, předseda slovenské vlády († 27. ledna 1959)
  - Ja'akov Zerubavel, izraelský politik († 2. června 1967)
- 16. ledna – Reinhold Platz, německý letecký konstruktér († 15. září 1966)
- 17. ledna – Glenn Luther Martin, americký obchodník a pilot († 5. prosince 1955)
- 19. ledna – Vladimir Levstik, slovinský spisovatel († 23. prosince 1957)
- 25. ledna – Wilhelm Furtwängler, německý dirigent a hudební skladatel († 30. listopadu 1954)
- 29. ledna
  - Alexander Joseph Kolowrat-Krakovský, rakouský filmový producent († 4. prosince 1927)
  - Alfred Junge, německo-britský filmový produkční († 16. července 1964)
- 30. ledna – Aleksander Kossowski, polský historik a archivář († 24. června 1965)
- 02. února – Frank Lloyd, americký filmový režisér, producent a scenárista († 10. srpna 1960)
- 09. února – Márún Abbúd, libanonský spisovatel († 3. června 1962)
- 15. února – Paul Ferdinand Schilder, rakouský psychiatr, psychoanalytik a neurolog († 7. prosince 1940)
- 20. února – Béla Kun, maďarský komunistický politik († 29. srpna 1938)
- 22. února – Hugo Ball, německý spisovatel a básník († 14. září 1927)
- 01. března – Oskar Kokoschka, rakouský malíř († 22. února 1980)
- 02. března
  - Friedebert Tuglas, estonský spisovatel († 15. dubna 1971)
  - Vittorio Pozzo, italský fotbalový hráč a trenér († 21. prosince 1968)
  - Şehzade Ömer Hilmi, syn osmanského sultána Mehmeda V. († 6. dubna 1935)
- 04. března – Margrethe Mather, americká fotografka († 25. prosince 1952)
- 07. března – René Thomas, francouzský automobilový závodník, rekordman, pilot († 23. září 1975)
- 09. března
  - Werner Kempf, generál tankových jednotek Wehrmachtu († 6. ledna 1964)
  - Heorhij Narbut, ukrajinský malíř († 23. května 1920)
- 11. března – Edward Śmigły-Rydz, polský generál, politik a umělec († 2. prosince 1941)
- 13. března – Arthur Russell, britský olympijský vítěz na 3000 metrů překážek († 23. srpna 1972)
- 18. března
  - Kurt Koffka, německý psycholog († 22. listopadu 1941)
  - Michail Těreščenko, ruský ministr financí a zahraničí prozatímní vlády († 1. dubna 1956)
- 23. března – Emil Fey, rakouský vicekancléř († 16. března 1938)
- 24. března – Edward Weston, americký fotograf († 1. ledna 1958)
- 27. března
  - Sergej Mironovič Kirov, sovětský politik († 1. prosince 1934)
  - Ludwig Mies van der Rohe, německý architekt († 17. srpna 1969)
- 02. dubna – Hans Christoph Drexel, německý malíř († 3. března 1979)
- 03. dubna – Dooley Wilson, americký herec a zpěvák († 30. května 1953)
- 06. dubna – Athenagoras I., 268. ekumenický patriarcha konstantinopolský († 7. července 1972)
- 10. dubna – John Hayes, americký olympijský vítěz v maratonu († 25. srpna 1965)
- 12. dubna – Robert Delaunay, francouzský kubistický malíř († 25. října 1941)
- 13. dubna – Paul Dermée, belgický spisovatel († 27. prosince 1951)
- 14. dubna
  - Edward Tolman, americký psycholog († 19. listopadu 1959)
  - Ernst Robert Curtius, německý literární historik a romanista († 19. dubna 1958)
  - Árpád Tóth, maďarský básník a překladatel († 7. listopadu 1928)
- 15. dubna
  - Nikolaj Stěpanovič Gumiljov, ruský básník († srpen 1921)
  - Amédée Ozenfant, francouzský malíř († 4. května 1966)
- 16. dubna – Ernst Thälmann, německý komunistický politik († 18. srpna 1944)
- 21. dubna – Viktor von Weizsäcker, německý neurolog, fyziolog a filosof († 9. ledna 1957)
- 26. dubna – Ğabdulla Tuqay, tatarský básník, literární kritik, esejista a překladatel († 15. dubna 1913)
- 28. dubna – Erich Salomon, německý zpravodajský fotograf († 7. července 1944)
- 03. května – Marcel Dupré, francouzský varhaník, klavírista a skladatel († 30. května 1971)
- 03. května
  - Rachel Jana'it Ben Cvi, izraelská spisovatelka, manželka prezidenta Jicchaka Ben Cviho († 16. listopadu 1979)
  - Marcel Dupré, francouzský varhaník, klavírista a skladatel († 30. května 1971)
- 09. května – Jozef Čársky, slovenský římskokatolický biskup († 11. března 1962)
- 10. května
  - Karl Barth, švýcarský protestantský teolog († 10. prosince 1968)
  - Olaf Stapledon, britský filozof a autor scifi († 6. září 1950)
- 16. května – Ernest Burgess, kanadský sociolog († 27. prosince 1966)
- 17. května – Alfons XIII., král španělský († 28. února 1941)
- 23. května – David Remez, izraelský politik († 19. května 1951)
- 26. května – Al Jolson, americký zpěvák a kabaretní herec († 23. října 1950)
- 30. května – Fernand Charron, francouzský automobilový závodník († 13. srpna 1928)
- 01. června – Fedor Fridrich Ruppeldt, slovenský politik, publicista, kulturní historik, překladatel, básník, hudebník a evangelický biskup († 25. srpna 1979)
- 06. června
  - Hans Prinzhorn, německý psychiatr a historik umění († 14. června 1933)
  - Endre Bajcsy-Zsilinszky, maďarský politik a novinář († 24. prosince 1944)
- 07. června – Henri Coandă, rumunský letecký konstruktér († 25. listopadu 1972)
- 12. června – Puniša Račić, černohorský politik v dobách království Jugoslávie († říjen 1944)
- 16. června – Ivan Konstantinovič Matrosov, ruský železniční inženýr a vynálezce († 30. října 1965)
- 18. června – George Mallory, britský horolezec († 8. června 1924)
- 19. června
  - Egon Lerch, rakousko-uherský ponorkový velitel († 8. srpna 1915)
  - Robert Wartenberg, americký neurolog († 16. listopadu 1956)
- 25. června – Nicolae Petrescu, rumunský filosof, sociolog a sociální antropolog († 13. října 1954)
- 29. června
  - Heinrich Baak, německý sochař († 2. července 1933)
  - William Fielding Ogburn, americký sociolog († 27. dubna 1959)
  - Robert Schuman, francouzský politik, zakladatel Evropské unie († 4. září 1963)
- 03. července – Raymond A. Spruance, admirál loďstva Spojených států amerických († 13. prosince 1969)
- 05. července – Willem Drees, nizozemský premiér († 14. května 1988)
- 06. července – Marc Bloch, francouzský historik († 16. června 1944)
- 12. července – Raoul Hausmann, rakouský fotograf, spisovatel a výtvarník († 1. února 1971)
- 15. července – Jacques Rivière, francouzský spisovatel, redaktor a kritik († 14. února 1925)
- 18. července – Simon Bolivar Buckner mladší, americký generálporučík († 18. června 1945)
- 20. července – Herman Wildenvey, norský básník a romanopisec († 27. září 1959)
- 22. července – Theodor Morell, osobní lékař Adolfa Hitlera († 26. května 1947)
- 23. července
  - Theodor Frings, německý jazykovědec († 6. června 1968)
  - Walter Schottky, německý fyzik († 4. března 1976)
- 29. července – Georg Stumme, generál Wehrmachtu za druhé světové války († 24. října 1942)
- 31. července – Salvatore Maranzano, newyorský mafiánský boss († 10. září 1931)
- 02. srpna – Aharon Re'uveni, izraelský spisovatel († 12. prosince 1971)
- 14. srpna – Karl Korsch, německý marxistický filozof († 21. října 1961)
- 17. srpna – Stefan Bryła, polský stavební inženýr a poslanec Sejmu († 3. prosince 1943)
- 20. srpna
  - István Abonyi, maďarský šachový mistr († 5. června 1942)
  - Paul Tillich, americký protestantský teolog († 22. října 1965)
- 26. srpna – Rudolf Belling, německý sochař († 9. června 1972)
- 11. září – Jerzy Kossak, polský malíř († 11. května 1955)
- 13. září – Robert Robinson, anglický organický chemik, Nobelova cena za chemii († 8. února 1975)
- 14. září – Erich Höpner, generál německého Wehrmachtu († 8. srpna 1944)
- 16. září
  - Dumitru Chipăruș, rumunský art decový sochař († 22. ledna 1947)
  - Hans Arp, německo-francouzský sochař, malíř a básník († 7. června 1966)
- 18. září
  - Jehuda Burla, izraelský spisovatel († 7. listopadu 1969)
  - Uzeir Hadžibekov, ázerbájdžánský hudební skladatel, vědec a pedagog († 23. listopadu 1948)
- 20. září
  - Cecílie Meklenbursko-Zvěřínská, německá a pruská korunní princezna († 28. prosince 1954)
  - Charles Williams, britský básník, romanopisec a teolog († 15. května 1945)
- 24. září – Pinchas Kohen, izraelský agronom a vychovatel († 27. června 1956)
- 25. září
  - Nobutake Kondó, admirál japonského císařského námořnictva († 19. února 1953)
  - May Suttonová, americká tenistka († 4. října 1975)
  - Jesús Guridi, španělský baskický hudební skladatel († 7. dubna 1961)
- 26. září
  - Archibald Hill, anglický fyziolog, Nobelova cena 1922 († 3. června 1977)
  - Ran Bosilek, bulharský básník, překladatel a spisovatel († 8. října 1958)
- 27. září – Odo Casel, německý teolog († 28. března 1948)
- 02. října – Džisaburó Ozawa, viceadmirál japonského císařského námořnictva († 9. listopadu 1966)
- 03. října – Alain-Fournier, francouzský spisovatel, básník a esejista († 26. září 1914)
- 04. října – Erich Fellgiebel, německý generál, účastník atentátu na Hitlera († 4. září 1944)
- 07. října
  - Carl von Pückler-Burghauss, německý šlechtic, veterán první světové války a důstojník Waffen-SS († 12. května 1945)
  - Oliver Sandys, britská spisovatelka, scenáristka a herečka († 10. března 1964)
- 13. října – Georgij Petrovič Fedotov, ruský náboženský myslitel, filosof a historik († 1. září 1951)
- 16. října – David Ben Gurion, první izraelský premiér († 1. prosince 1973)
- 21. října – Eugene Burton Ely, americký průkopník letectví († 19. října 1911)
- 24. října – Grigorij Konstantinovič Ordžonikidze, gruzínský a sovětský politik († 18. února 1937)
- 25. října – Karl Polanyi, maďarsko-kanadský historik, filozof a ekonom († 23. dubna 1964)
- 01. listopadu – Hermann Broch, rakouský spisovatel a esejista († 30. května 1951)
- 07. listopadu – Aaron Nimcovič, dánský šachista a šachový teoretik († 16. března 1935)
- 15. listopadu – René Guénon, francouzský spisovatel, filozof a mystik († 7. ledna 1951)
- 16. listopadu – Ferenc Münnich, maďarský komunistický politik, ministr vnitra († 29. listopadu 1967)
- 17. listopadu – Janko Polić Kamov, chorvatský básník, dramatik a romanopisec († 8. srpna 1910)
- 20. listopadu
  - Karl von Frisch, rakouský etolog, Nobelova cena za fyziologii a lékařství († 12. června 1982)
  - Alexandre Stavisky, francouzský podvodník († 8. ledna 1934)
- 30. listopadu – Şadiye Sultan, osmanská princezna a dcera sultána Abdulhamida II. († 20. listopadu 1977)
- 01. prosince
  - Rex Stout, americký spisovatel († 27. října 1975)
  - Ču Te, čínský komunistický vojevůdce a státník († 6. července 1976)
- 02. prosince
  - Dimitrij Nikolajevič Uznadze, sovětský psycholog a filozof († 9. října 1950)
  - Grigorij Žatkovič, americký právník a první guvernér Podkarpatské Rusi († 26. března 1967)
- 03. prosince – Manne Siegbahn, švédský fyzik, nositel Nobelovy ceny za fyziku († 26. září 1978)
- 08. prosince – Diego Rivera, mexický malíř († 24. listopadu 1957)
- 10. prosince – Victor McLaglen, britský herec († 7. listopadu 1959)
- 20. prosince – Hazel Hotchkissová Wightmanová, americká tenistka, dvojnásobná olympijská vítězka († 5. prosince 1974)
- 24. prosince – Bogoljub Jevtić, srbský diplomat, jugoslávský premiér († 1960)
- 25. prosince
  - Gotthard Heinrici, německý generál ve druhé světové válce († 13. prosince 1971)
  - Franz Rosenzweig, německo-židovský filosof († 10. prosince 1929)
- ? – Jehuda Mozes, izraelský podnikatel a mediální magnát († 14. října 1956)
- ? – Alexander Zaid, sionistický aktivista a vojenský organizátor v Palestině († 10. července 1938)
- ? – Apostol Nikolajev-Strumskij, bulharský hudební skladatel, sbormistr a dirigent († 1971)

## Úmrtí
Automatický abecedně řazený seznam existujících biografií viz Kategorie:Úmrtí v roce 1886

### Česko
- 02. ledna – Antonín Vincenc Šlechta, lékař-balneolog (* 14. března 1810)
- 05. ledna – Emanuel Pippich, právník, organizátor kulturního života (* 24. září 1812)
- 07. ledna – Josef Pražák, poslanec Českého zemského sněmu (* 2. června 1836)
- 09. ledna – Jan Ladislav Mašek, pedagog (* 28. února 1828)
- 18. ledna – Josef Tichatschek, operní pěvec (* 11. července 1807)
- 22. ledna – Václav Hodek, novinář, politický vězeň (* 1828)
- 25. ledna – Ludvík Šimek, sochař (* 19. ledna 1837)
- 31. ledna – Wolfgang Kusý, právník a politik (* 31. října 1842)
- 22. února – Jiljí Jarolímek, báňský inženýr (* 16. října 1836)
- 26. března – Hynek Zátka, podnikatel a politik (* 8. července 1808)
- 31. března – Franz Suida, podnikatel a politik německé národnosti (* ? 1807)
- 07. dubna – Alois Anderka, druhý starosta Moravské Ostravy (* 25. června 1825)
- 16. dubna – Josef Jaroslav Křičenský, obrozenecký spisovatel (* 10. listopadu 1812)
- 27. dubna – Julius Hanisch, poslanec Českého zemského sněmu (* 18. července 1827)
- 02. května – Antonín Baum, architekt, archeolog a sběratel (* 12. května 1830)
- 03. května – Josef Zelený, malíř (* 24. března 1824)
- 28. května – František Buttula, violoncellista a hudební pedagog (* 2. dubna 1820)
- 07. července – Josef Alois Kouble, kněz, spisovatel, folklorista (* 3. srpna 1825)
- 20. října – Jan Havelka, pedagog, etnograf a spisovatel (* 23. listopadu 1839)
- 15. listopadu – Sigismund Vašátko, advokát a sběratel lidových písní (* 12. srpna 1831)
- 19. listopadu – Ignatius Krahl, opat kláštera v Oseku u Duchcova (* 21. dubna 1828
- 05. prosince – Anton Jungnickl, starosta Znojma (* 10. června 1814)
- 09. prosince – Franz Liebieg mladší, průmyslník a politik německé národnosti (* 22. září 1827)
- 16. prosince – Josef Drásal, údajně nejvyšší člověk v Česku (* 4. července 1841)

### Svět

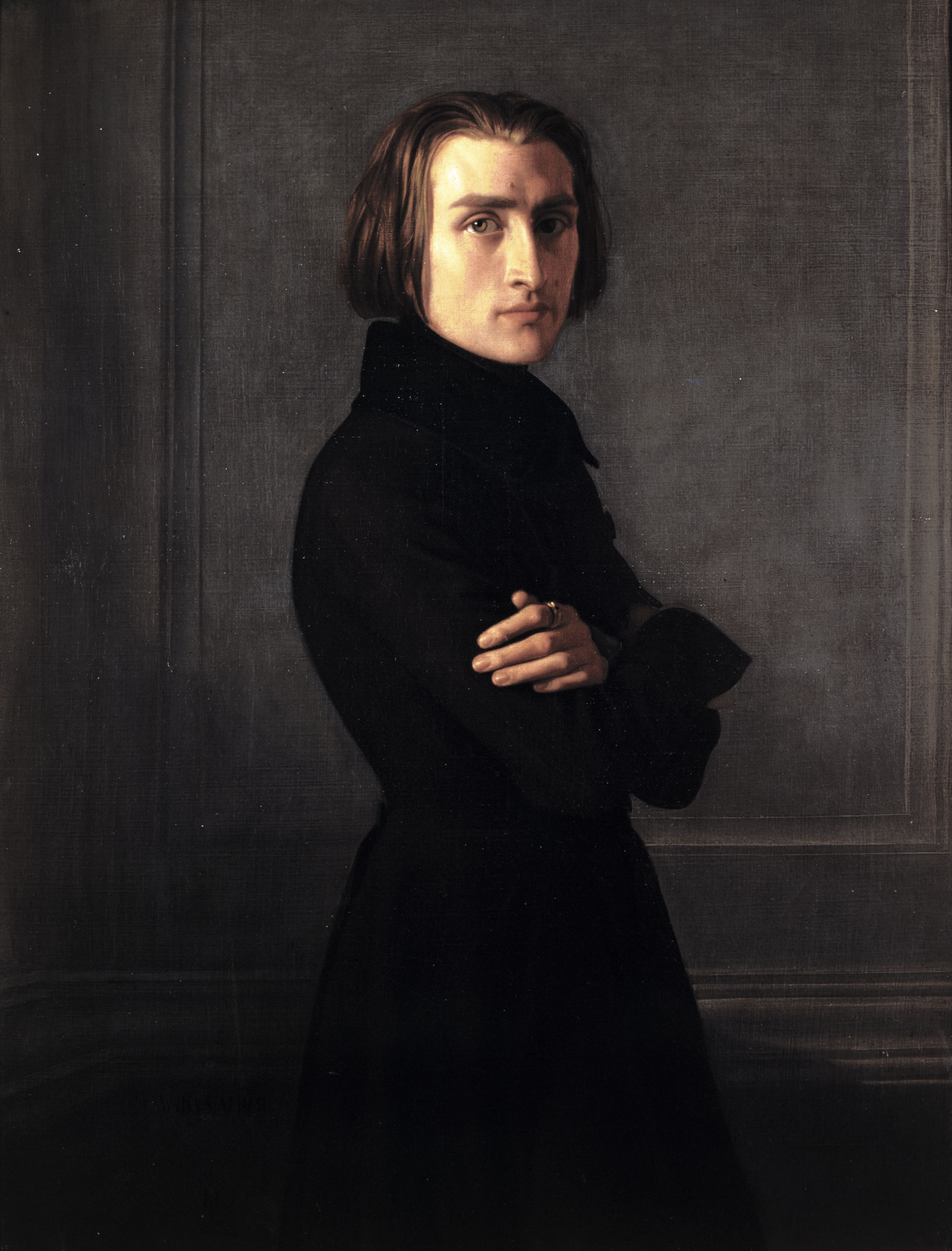
Franz Liszt († 31. července)

- 14. ledna – Blahoslavený Petr Donders, nizozemský misionář v Surinamu (* 27. října 1809)
- 17. ledna – Amilcare Ponchielli, italský operní skladatel (* 31. srpna 1834)
- 25. ledna – Victor Widmann-Sedlnitzky, předlitavský politik (* 8. září 1836)
- 02. února – Edmund Heusinger, německý inženýr a konstruktér, vynálezce nejrozšířenějšího lokomotivního rozvodu (* 12. května 1817)
- 09. února – Winfield Scott Hancock, americký generál a demokratický kandidát na prezidenta Spojených států (* 14. února 1824)
- 03. března – Alfred Assollant, francouzský spisovatel (* 20. března 1827)
- 11. března – Franz Antoine, rakouský botanik a fotograf (* 23. února 1815)
- 15. března – Edward Tuckerman, americký botanik (* 7. prosince 1817)
- 17. března – Pierre-Jules Hetzel, francouzský vydavatel (* 15. ledna 1814)
- 31. března – Józef Bohdan Zaleski, polský básník (* 14. února 1802)
- 05. května – Joseph Albert, německý fotograf a vynálezce (* 5. března 1825)
- 15. května – Emily Dickinsonová, americká básnířka (* 10. prosince 1830)
- 17. května – John Deere, americký kovář, zakladatel firmy Deere & Company (* 7. února 1804)
- 23. května – Leopold von Ranke, německý historik (* 21. prosince 1795)
- 03. června – Karel Lwanga, ugandský katolický světec (* 1865)
- 08. června – Ludvík Maria Bourbonský, hrabě z Trani a neapolsko-sicilský princ (* 1. srpna 1838)
- 13. června – Ludvík II. Bavorský, bavorský král (* 25. srpna 1845)
- 14. června – Alexandr Nikolajevič Ostrovskij, ruský dramatik (* 12. dubna 1823)
- 15. června – Pascal Sébah, turecký fotograf (* 1823)
- 21. června – Hugh Welch Diamond, průkopník britské psychiatrie a fotograf (* 1809)
- 25. června – Alexander von Nordmann, finský zoolog a botanik (* 24. května 1803)
- 21. července – Karl von Piloty, německý malíř (* 1. října 1826)
- 31. července – Ferenc Liszt, maďarský klavírní virtuóz a skladatel (* 22. října 1811)
- 06. srpna – Wilhelm Scherer, rakouský germanista (* 26. dubna 1841)
- 11. srpna – Lydia Koidula, estonská spisovatelka (* 24. prosince 1843)
- 16. srpna – Šrí Rámakršna, indický mystik a hinduistický filozof (* 18. února 1836)
- 17. srpna – Alexandr Michajlovič Butlerov, ruský chemik (* 15. září 1828)
- 24. září – Jules Duboscq, francouzský optik (* 5. března 1817)
- 09. října – Jean Jacques Alexis Uhrich, francouzský vojenský velitel (* 15. února 1802)
- 23. října – Friedrich Ferdinand von Beust, saský a rakouský politik (* 13. ledna 1809)
- 26. října – Johann Hönig, rakouský matematik (* 9. května 1810)
- 18. listopadu – Chester A. Arthur, 21. prezident Spojených států amerických (* 5. října 1829)
- 24. listopadu – Jean Laurent Minier, francouzský fotograf (* 23. července 1816)
- 19. prosince – Michele Rapisardi, italský malíř (* 27. prosince 1822)
- ? – Emil Rabending, rakousko-uherský fotograf (* 1823)

## Hlavy států

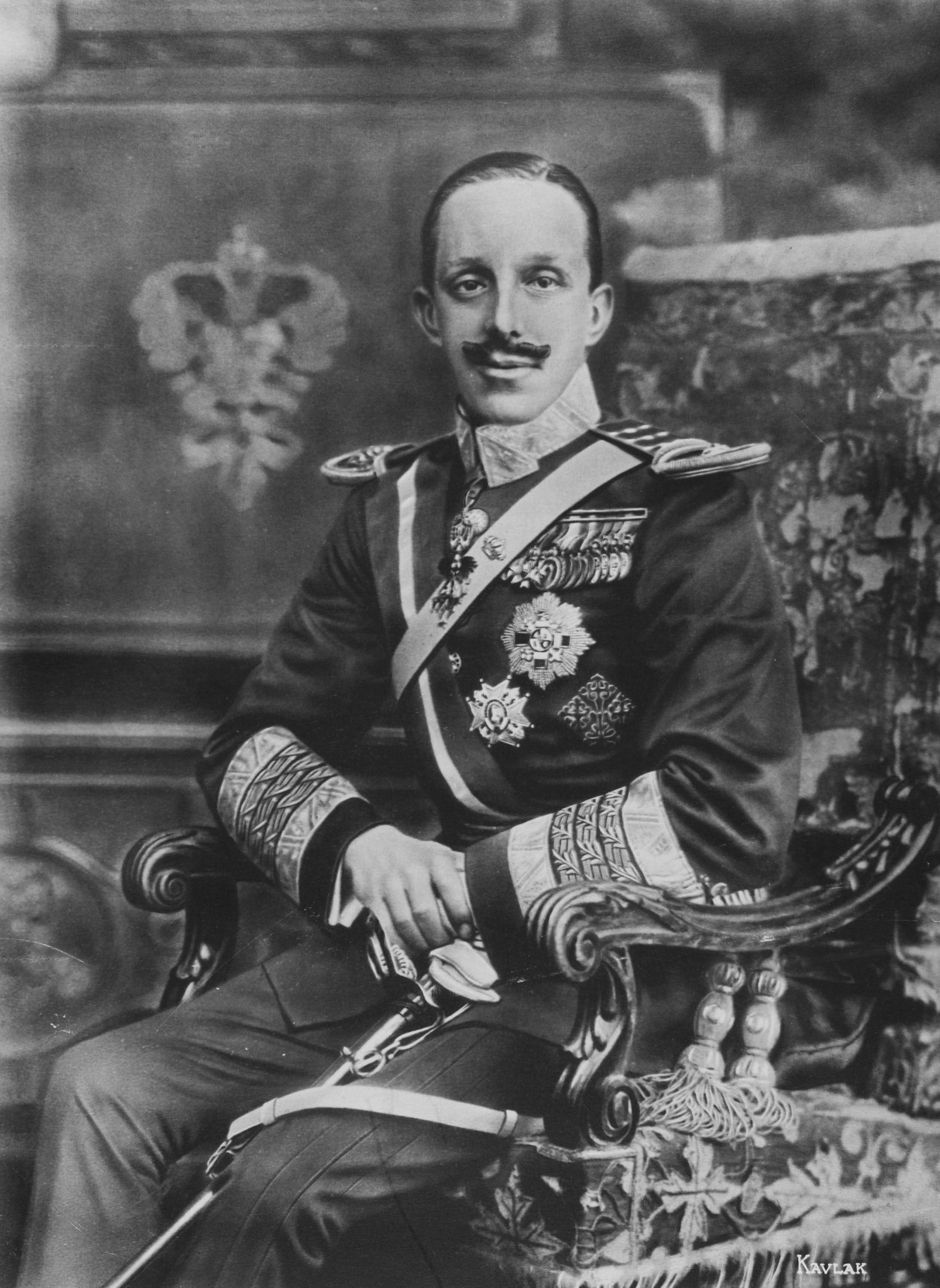
Alfons XIII. se formálně stal španělským králem, do roku 1902 jej zastupovala jeho matka Marie Kristina Rakouská

- České království – František Josef I. (1848–1916)
- Papež – Lev XIII. (1878–1903)
- Království Velké Británie – Viktorie (1837–1901)
- Francie – Jules Grévy (1879–1887)
- Uherské království – František Josef I. (1848–1916)
- Rakouské císařství – František Josef I. (1848–1916)
- Rusko – Alexandr III. (1881–1894)
- Prusko – Vilém I. (1861–1888)
- Dánsko – Kristián IX. (1863–1906)
- Švédsko – Oskar II. (1872–1907)
- Belgie – Leopold II. Belgický (1865–1909)
- Nizozemsko – Vilém III. Nizozemský (1849–1890)
- Řecko – Jiří I. Řecký (1863–1913)
- Španělsko – Alfons XIII. Španělský (1886–1931)
- Portugalsko – Ludvík I. Portugalský (1861–1889)
- Itálie – Umberto I. (1878–1900)
- Rumunsko – Karel I. Rumunský (1866–1881 kníže, 1881–1914 král)
- Bulharsko – Alexandr I. Bulharský (1879–1886)
- Osmanská říše – Abdulhamid II. (1876–1909)
- USA – Grover Cleveland (1885–1889 a 1893–1897)
- Japonsko – Meidži (1867–1912)